# BTR-90
BTR-90 (GAZ-5923) je rusko 8x8 kotačno borbeno vozilo pješaštva dizajnirano 1993., a prvi puta prikazan javnosti 1994. BTR-90 je uvećana verzija BTR-80 vozila, naoružana s kupolom s BMP-2 vozila. U usporedbi s BTR-80 oklopna zaštita je povećana i daje zaštitu od udara 14,5 mm metka u prednji dio vozila.
Naoružan je s 30 mm 2A42 automatski topom, suspregnutom 7,62 mm PTK strojnicom, 9M113 Konkurs (NATO naziv: AT-5 Spandrel) protutenkovskom raketom i AGS-17 30 mm automatskim bacačem granata. Ograničen broj vozila je napravljen i dostavljen Ruskoj vojsci.   

## Vanjske poveznice
|  | Zajednički poslužitelj ima još gradiva o temi BTR-90 |

- http://www.amz.ru/index1.html  Arhivirana inačica izvorne stranice od 25. veljače 2009. (Wayback Machine)
- BTR-90 Opis i slike BTR-90
- FAS.org